# Грецька кухня

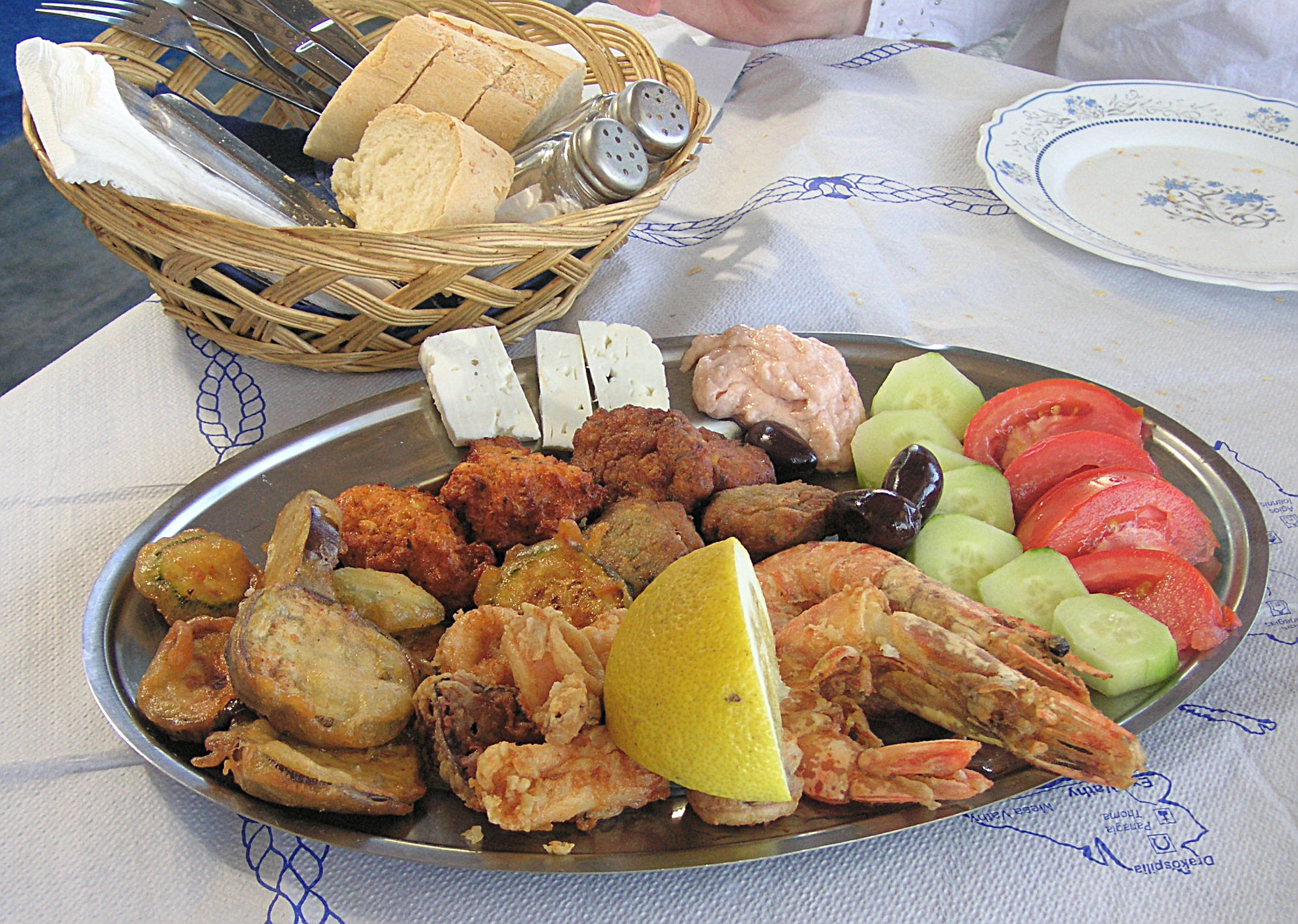
Набір різноманітних мезе на одній тарілці — Пікілія (Ποικιλία)

Гре́цька ку́хня (грец. Ελληνική κουζίνα) — середземноморська, має спільні риси з кухнями Італії, Туреччини, країн Балканського півострову та Середнього Сходу. В сучасній грецькій кухні широко використовуються овочі, оливкова олія, риба та морепродукти, бобові культури, м'ясо (біле та червоне) та вино. Важливими продуктами є оливки, сири, баклажани, кабачки (цукіні) та йогурт. Типовим є використання свіжих інгредієнтів, вміле поєднання прянощів і зелені, котрі збирають в горах і селах, простота прийому їжі. З м'яса найпопулярніша баранина. Серед солодощів розповсюджені різноманітні горіхи та насіння у поєднанні з медом, з фруктів та ягід виробляють так звану «Десертну ложку» (грец. Υλυκά του κουταλιού) на кшталт варення. З часів османського панування серед улюблених солодощів у греків залишилися баклава, лукум та халва. До найпопулярніших алкогольних напоїв відносять вино, рецину, узо та ципуро. До безалкогольних — каву, особливо холодну каву фрапе.
Важливим елементом грецької кухні є мезе. Під цією назвою розуміються різноманітні наїдки у вигляді набору закусок або маленьких страв, які зазвичай подаються разом з узо, ципуро, вином, або просто для частування гостей вдома.

## Історія і Традиції
Грецька кухня має давні традиції, і смаки змінюються відповідно до сезону, а також залежно від географії. Давньогрецька кухня — історичний попередник західної кулінарної традиції, що поширили свій вплив через Стародавній Рим та Візантію не тільки в Європі, але й поза її межами. Давня грецька кухня була заснована на «середземноморській трійці» продуктів — пшениці, оливковій олії та вині, м'ясо та риба нечасто з'являлися на столах стародавніх греків. Такий порядок речей зберігався й у часи панування Римської та Османської імперій і змінився відносно нещодавно, коли м'ясо стало більш доступним продуктом завдяки технологічному прогресу. Урбанізація після 1960 року принесла нові рецепти, традиції сервування та напівфабрикати з харчових продуктів.
Найхарактерніші і найдавніші елементи грецької кухні — оливкова олія, овочі та трави, грецьке вино, оскільки оливкові дерева та виноградники завжди були типовими для гірської місцевості середземномор'я. Кухня Візантії була схожа на давньогрецьку, з тією різницею, що стала включати нові інгредієнти, які раніше були недоступні, такі як ікра, мускатний горіх, базилік та лимони, страви з риби стали невід'ємним елементом раціону. Візантійська кухня виграла від становища Константинополя, що був світовим центром торгівлі прянощів.
Типові інгредієнти сучасної грецької кухні — баранина і свинина, йогурт і сир, розмаїття сортів риби та морепродуктів, оливки, баклажани, помідори, картопля, квасоля, перець, бамія. У десертах переважають горіхи і мед, у чому відчувається вплив східної, турецької кухні. Грецький мед здебільшого зібраний з нектару фруктових, цитрусових та хвойних дерев. Високо цінується також мастика з мастикового дерева, яке зростає на острові Хіос. Мастику додають до солодощів, випічки та алкогольних напоїв.
Багато страв використовують традиційне грецьке тісто — філо. Серед спецій греки широко вживають орегано, м'яту, часник, цибулю, петрушку, кріп, фенхель, чабрець і лаврове листя. Часто зустрічається поєднання солодких прянощів (таких як гвоздики і кориці) з м'ясом. Споживання баранячого та козлячого м'яса а також сирів з їхнього молока є природним для греків, адже клімат та природний рельєф більшості територій країни сприятливий для розведення цих тварин. Риба та морепродукти більше популярні у прибережних районах та на островах.
Останнім часом в Греції, як і всюди в Європі, набули популярності заклади «швидкого харчування». Проте більшість з них подають типові для Грецької кухні страви, такі як гірос, сувлакі, різноманітні пироги, що звуться піта (грец. πίτα) — зі шпинатом чи фенхелем, солодким та солоним сиром, оливками тощо. Широко розповсюджені фастфуди, що продають піцу та млинці з різноманітною начинкою.
Серед традиційно грецьких напоїв — вино рецина, міцні напої — ципуро, узо, метакса а також винайдене в середині 20 століття у Салоніках фрапе.
88 харчових продуктів грецького походження мають Protected Designation of Origin — статус в ЄС, серед них 27 сортів оливкової олії, 10 сортів оливок, 20 сортів сирів, 23 види фруктів, овочів, бобових, сухофруктів і горіхів, по 2 найменування мастичних напоїв, спецій, по 1 найменуванню хлібобулочних виробів, риби, меду, ефірних олій.
Сучасна грецька кухня глибоко спадкоємна. Так, зі стародавніх часів у грецькій кухні збереглись сочевичний суп, вино рецина; в добу еллінізму та римську добу готували луканіко, у Візантії винайшли фету та ботаргу. В період османського панування виникли типово східні страви мусака, дзадзикі, кюфта, бурек, долма. Справжнім символом сучасної грецької кухні став грецький салат.
Завдяки ситній вечері, греки не надають особливого значення сніданку. Вранці цілком досить випити чашечку кави з пирогом. Приємну різноманітність вносить також гострий білий сир. На обід їдять дзадзикі (йогурт з часником і свіжим огірком) або грецький салат, разом з яким подається запечена риба чи грецька запіканка — мусака.

## Класичні страви

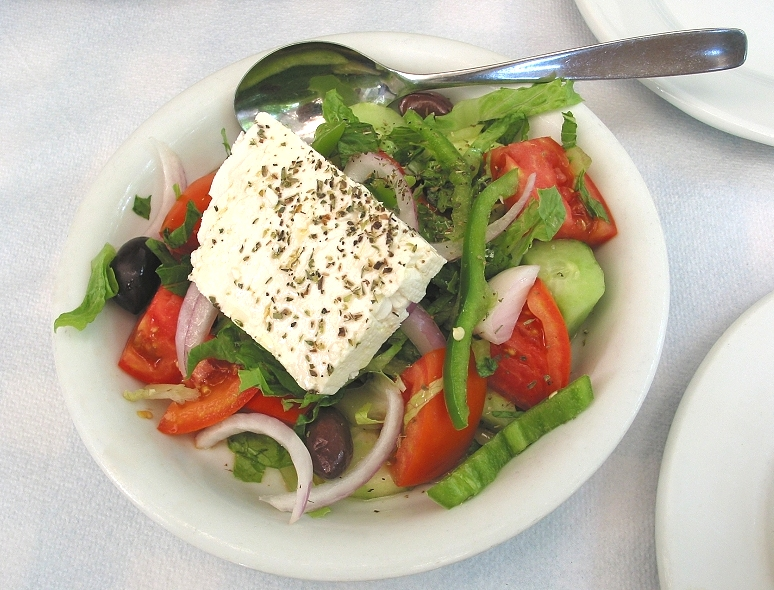
Традиційний Грецький салат «Хор'ятикі» — візитівка грецької кухні для багатьох європейців

Популярність страв грецької кухні може дуже варіюватися в залежності від географії. Багато з них типові лише для певного регіону. Нижче зазначені страви більш-менш розповсюджені по всій території країни.

### Закуски
- Дакос (грец. Ντάκος) — критський салат з сухарів, помідорів та сиру фета чи мізіфра.
- Дзадзикі (грец. Τζατζίκι) — закуска із йогурту зі свіжим огірком, часником, зеленню.
- Долма або Долмадакіа (грец. Ντολμαδάκια) — виноградне листя, начинене овочами та рисом, часто містить м'ясо.
- Каламаракіа (Кальмари, грец. Καλαμαράκια) — смажені кальмари, часом у томатному соусі.
- Колокіфакіа (Цукіні, грец. Κολοκυθάκια) — підсмажені у клярі нарізані кружечками кабачки цукіні.
- Колокіфолулуда (Квітки цукіні, грец. Κολοκυθολούλουδα) — начинені рисом чи сиром із прянощами квітки кабачків цукіні.
- Мелідзанес папуцакіа (Баклажани «черевички», грец. Μελιτζάνες παπουτσάκια) — половинки баклажанів, начинені м'ясом та овочами, вкриті тертим сиром.
- Мелідзаносалата (Баклажанний салат, грец. Μελιτζανοσαλάτα) — подрібнений запечений баклажан із часником, лимонним соком, олією та петрушкою.
- Пататосалата (Картопляний салат, грец. Πατατοσαλάτα) — відварна картопля з цибулею, майонезом, зеленню, соком лимону чи оцтом.
- Саганакі (грец. Σαγανάκι) — смажений жовтий сир (зазвичай грав'єра).
- Скордалія (грец. Σκορδαλιά) — соус з подрібненого часнику, волоського горіху, картопляного пюре або розтовчених сухарів. Традиційно подається до смаженої риби.
- Спанакопіта (Пиріг зі шпинату, грец. Σπανακόπιτα) — солоний пиріг зі шпинатом, фетою, цибулею, яйцем та прянощами.
- Тарамосалата (грец. Ταραμοσαλάτα) — копчена ікра тріски, перетерта у однорідну масу з хлібом та/або картоплею, олією та лимонним соком.
- Тиропіта (Пиріг із сиром, грец. Τυρόπιτα) — солоний пиріг з кремовим сиром (зазвичай мізіфрою).
- Фава (Лущений горох, грец. Φάβα) — закуска з відвареного та перетертого лущеного гороху з цибулею та олією.
- Хорта (Зелень, грец. Χόρτα) — різноманітна відварена зелень (наприклад, мангольд, щириця, осот), заправлена лимоном та олією.
- Хор'ятикі (Традиційний, більш відомий як Грецький салат, грец. Χωριάτικη) — містить помідори, огірки, цибулю, фету, оливки та оливкову олію.

### Супи
- Факес (Сочевиця, грец. Φακές) — суп з сочевиці, заправлений оцтом та олією.
- Фасолада (грец. Φασολάδα) — густий квасолевий суп, одна з найпопулярніших страв, настільки, що часом зветься «національною стравою греків».
- Котосупа (Курячий суп, грец. Κοτόσουπα) — суп з курячих стегон з рисом, заправлений авголемоно — соусом з яйця з лимонним соком.
- Креммідосупа (Суп з цибулі, грец. Κρεμμυδόσουπα) — суп з цибулі з білим вином, перед подачею посипається тертим сиром.
- Магірица (грец. Μαγειρίτσα) — традиційний великодній м'ясний суп з барянячих тельбухів, заправляється авголемоно.
- Паца або Пацас (грец. Πατσά) — зимовий поживний суп з яловичого рубця, вважається ідеальною стравою від похмілля; подається з лимоном та часником.
- Псаросупа (Рибний суп, грец. Ψαρόσουπα) — суп з риби та овочів (існує багато рецептів з різних овочів та сортів риби).
- Траханосупа (Суп з тархани, грец. Τραχανόσουπα) — суп з тархани (або трахани) — висушеної суміші з борошна, йогурту, прянощів та овочів.

### Вегетаріанські страви
Страви з цього списку мають загальну назву Ладера (грец. Λαδερά від грец. λάδι — олія). Це означає, що всі вони приготовлені на основі оливкової олії, без додавання тваринних жирів. Це типові страви під час Великого посту.
- Ангінарес (Артишоки, грец. Αγκινάρες) — тушковані артишоки.
- Аракас (Горох, грец. Αρακάς) — тушкований зелений горошок з овочами.
- Баміес (Бамії, грец. Μπάμιες) — тушкована бамія в томатному соусі.
- Бріам (грец. Μπριάμ) — страва з тушкованих баклажанів, помідорів, кабачків цукіні, цибулі та прянощів.
- Доматокефтедес (Томатні тефтелі, грец. Ντοματοκεφτέδες) — котлети чи тефтелі з помідорів та м'яти, обсмажені в олії, найпоширеніші на Кікладських островах.
- Фасолакіа (грец. Φασολάκια) — свіжа зелена квасоля відварена з картоплею, кабачками цукіні та заправлена томатним соусом.
- Геміста (грец. Γεμιστά) — помідори, перці або кабачки цукіні начинені рисом та овочами (існує також геміста з рисом та м'ясом).
- Лаханодолмадес (грец. Λαχανοντολμάδες) — голубці з рису, овочів та зелені, загорнуті у листя капусти (існують також м'ясні лаханодомадес).
- Спанакоризо (грец. Σπανακόρυζο) — тушкований шпинат з рисом, приправлений лимоном.

### М'ясні та рибні страви
- Астакомакаронада (грец. Αστακομακαρονάδα) — макарони з лобстером у томатному соусі.
- Бакальярос (грец. Μπακαλιάρος) — обсмажене у клярі філе хека, традиційно подається 25 березня, на День незалежності Греції з часниковим соусом скордалья.
- Барбунья (грец. Μπαρμπούνια) — смажена на решітці чи сковороді барабуля.
- Гаврос тиганітос (Смажений анчоус, грец. Γαύρος τηγανιτός) — смажений анчоус (або хамса).
- Гірос (грец. Γύρος) — м'ясо, приготоване на вертикальному рожні (різновид шаурми).
- Кефтедакіа (грец. Κεφτεδάκια) — різноманітні смажені м'ясні котлети та тефтелі, існують також овочеві — з баклажанів, кабачків, помідорів, буряку тощо.
- Кокореці (грец. Κοκορέτσι) — традиційна великодня страва у вигляді запечених на рожні баранячих тельбухів.
- Луканіко (грец. Λουκάνικο) — різноманітні ковбаси циліндричної форми зі свинини чи яловичини та прянощів.
- Макаронада (грец. Μακαρονάδα) — відварені макарони, зазвичай з м'ясним фаршем.
- Мідья (грец. Μύδια) — смажені або тушковані мідії із соусом чи без.
- Мусака (грец. Μουσακάς) — запіканка з баклажанів та баранячого фаршу, з соусом бешамель і сиром.
- Паїдакіа (грец. Παϊδάκια) — смажені реберця з лимоном, орегано, сіллю та перцем.
- Пастіцио (грец. Παστίτσιο) — запіканка з макаронів в йогуртовому соусі, може бути з м'ясом та без нього.
- Спетсофаі (грец. Σπετσοφάι) — рагу з селянських ковбасок (луканіко), зеленого перцю, цибулі та вина.
- Стіфадо (грец. Στιφάδο) — рагу з кролика або зайця.
- Сувлакі (грец. Σουβλάκι) — шашлик з ягнятини або свинини, котосувлакі — шашлик з курятини.
- Судзукакіа (грец. Σουτζουκάκια) — м'ясні довгасті фрикадельки з хлібом з ягнятини або яловичини.
- Супьєс (грец. Σουπιές) — смажена каракатиця із чорнилом, часто зі шпинатом та білим вином.
- Хілопітес ме котопуло (грец. Χυλοπίτες με κοτόπουλο) — локшина з куркою.
- Хтаподі сти схара (Восьминіг на решітці, грец. Χταπόδι στη σχάρα) — смажений на решітці восьминіг з оцтом, олією та орегано.
- Юветсі (грец. Γιουβέτσι) — печеня у горщику з ягнятини або телятини з помідорами та макаронами.

### Десерти та солодощі
- Баклава (грец. Μπακλαβάς) — десерт, випічка з листового тіста, у якій шари тіста чергуються із шарами горіхів.
- Василопіта (грец. Βασιλόπιτα) — пиріг, який випікається 1 січня у День Святого Василя, всередині запікається монета.
- Галактобуреко (грец. Γαλακτομπούρεκο) — солодкий крем, запечений між двох шарів тіста, политий медовим сиропом з ароматом лимону.
- Гліка ту куталью (Десертна ложка, грец. Γλυκά του κουταλιού) — варення з великих шматочків або цілих фруктів та/або горіхів.
- Діплес (грец. Δίπλες) — десерт з Пелопонесу з тонкого тіста, обсмаженого в гарячії олії а потім вимоченого у солодкому сиропі.
- Каридопіта (грец. Καρυδόπιτα) — пиріг з горіхів, вимочений у солодкому сиропі.
- Кулуракіа (грец. Κουλουράκια) — крендель з темного або світлого тіста з кунжутом або іншим насінням, одна з визитівок м.Салоніки.
- Кураб'єдес (грец. Κουραμπιέδες) — традиційні солодощі з мигдалем та присипані цукровою пудрою, обов'язкова страва грецького Різдва.
- Лукум (грец. Λουκούμι) — пряний кондитерський виріб з крохмалю та цукру, часто із додаванням горіхів.
- Лукумадес (грец. Λουκουμάδες) — пончики в меді, посипані пудрою з кориці.
- Меломакарона (грец. Μελομακάρονα) — традиційне Різдвяне печиво з медом та горіхами, загальна назва подібного печива — Фінікіа (грец. Φοινικιά).
- Мілопіта (грец. Μηλόπιτα) — яблучний пиріг з листового тіста, посипаний цукровою пудрою.
- Мусталеврія (грец. μουσταλευριά) — традиційний грецький вид пудингу, який готують із виноградного сусла.
- Мустокулура (грец. Μουστοκούλουρα) — бублики з борошна, замішаного на виноградному соку (мусті) замість води.
- Пастелі (грец. Παστέλι) — зернові батончики з кунжутом, горіхами та медом.
- Ризогало (грец. Ρυζόγαλο) — солодкий пудинг з рисової каші з молоком.
- Халва (грец. Χαλβάς) — в Грецькій кухні існує 3 види халви — з кунжуту (грец. Σησαμένιος), з манної крупи (грец. Σιμιγδαλένιος) та з рисового або кукурудзяного борошна (грец. Φαρσάλων (σαπουνέ)).
- Цурекі (грец. Τσουρέκι) — традиційний великодній здобний хліб, протягом року продається як звичайні солодощі.
- Яурті (Йогурт, грец. Γιαούρτι) — грецький йогурт з медом або «десертною ложкою» (варенням).

## Грецькі сири
Сири з овечого молока:
- Фета
- Анфотирос
- Касері
- Кефалотірі
- Грав'єра
- Кефалограв'єра
- Мізіфра
- Манурі
- Метсовоне
- Халлумі

## Напої
- Узо — анісова горілка.
- Ципуро — міцний алкогольний напій з виноградної макухи.
- Метакса — рід бренді.
- Фрапе — розчинна кава з льодом.
- Рецина — грецьке біле вино з додаванням соснової смоли.
- Мастика — міцний лікер з додаванням смоли мастикового дерева.